# بول نيكولاس
بول نيكولاس (بالإنجليزية: Paul Nicholas)‏ هو ممثل بريطاني، ولد في 3 ديسمبر 1945 في المملكة المتحدة.

## وصلات خارجية
- بول نيكولاس على موقع IMDb (الإنجليزية)
- بول نيكولاس على موقع ميوزك برينز (الإنجليزية)
- بول نيكولاس على موقع ميوزك برينز (الإنجليزية)
- بول نيكولاس على موقع قاعدة بيانات برودواي على الإنترنت (الإنجليزية)
- بول نيكولاس على موقع ديسكوغز (الإنجليزية)
- بول نيكولاس على موقع قاعدة بيانات الفيلم (الإنجليزية)